# Hammerspace

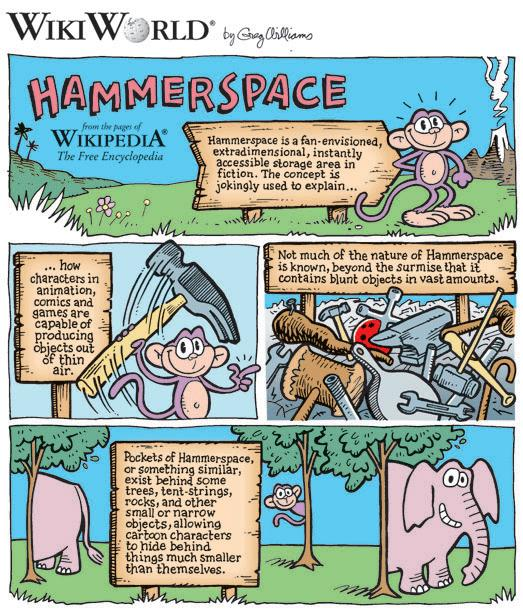
Ejemplos de hammerspace representados en una caricatura de WikiWorld.

Hammerspace (también denominado como malletspace) es un área de almacenamiento accesible instantáneamente cuya existencia asumen y/o suponen algunos fanes en ciertas producciones de ficción, la cual se suele usar para explicar como los personajes de animación, historietas, y videojuegos pueden sacar objetos de la nada aparentemente. Típicamente, cuándo múltiples objetos están disponibles ahí, el objeto deseado está disponible en el primer intento o dentro de apenas un puñado de intentos.
Este fenómeno data desde los inicios más tempranos de las caricaturas de Merrie Melodies/Looney Tunes de MGM Cartoon Studio y Warner Bros. producidos durante la era dorada de la animación estadounidense. Por ejemplo, en el cortometraje titulado What's Buzzin' Buzzard? de 1943 de Tex Avery, un buitre famélico se prepara para cocinar a su amigo al sacar del aire todos los electrodomésticos que equivaldrían a los de una cocina entera.

## Orígenes
El fenómeno de un personaje que saca objetos dependientes de la trama de la misma nada según parece, dataría de principios de los cortometrajes animados durante la era dorada de la animación estadounidense de Warner Bros. Los personajes de caricaturas son particularmente bien conocidos por a menudo sacar toda clases de cosas (martillos, pistolas, disfraces, fósforos, bombas, yunques, mazos) desde detrás de sus espaldas o justo fuera de pantalla. Aun así, este fenómeno era mayoritariamente dejado solo a suspensión de la incredulidad. Recién décadas más tarde el término hammerspace sería acuñado humorísticamente para describir este fenómeno.[cita requerida]
El propio término se origina de un gag común en varios mangas y animes. Un ejemplo típico sería cuándo un personaje masculino enfadaría u ofendería a un personaje femenino, quién procedería a sacar, de la nada misma, un mazo de arroz de madera de gran tamaño (okine) y le pegaría en la cabeza con éste de una manera exagerada. Ese golpe sería puramente para efectos cómicos, y no tendrían ningunos efectos duraderos. El término fue popularizado primero en gran parte por los fanes de Urusei Yatsura y más tarde por los fanes de Ranma ½. Es creído por algunos que el propio término "hammerspace" se acuñó basado en el personaje Akane Tendo de Ranma ½ debido a la percepción de los fanes que ella tiene una tendencia sobre sacar martillos enormes de ninguna parte. En el manga original, ella en cambio utilizaba de manera mucho más frecuentemente sus puños y/u objetos contundentes que estuvieran retratados en el escenario cercano. Sin embargo, en comparación con el manga, la adaptación anime hace un mayor uso de esos martillos como herramienta cómica.[cita requerida]
Otra serie anime que puede haber contribuido al término fue City Hunter. Uno de sus personajes principales, Kaori, hace uso extenso de "martillos transdimensionales" cuando son a veces invocados, siendo uno de los dos gags recurrentes en la serie; el otro es el comportamiento extremadamente libidinoso del otro personaje principal, Ryo, que casi invariablemente condice al uso de dichos martillos. Esos martillos de City Hunter también requieren mayores explicaciones en cuestiones de almacenamiento, dado que son a menudo considerablemente más grandes que los propios personajes, y por lo tanto más probables para inspirar a cuestionamientos de estilo "¿ella de donde sacó eso?" En cualquier caso, City Hunter precede a Ranma ½ por dos años, y ya tenía un fandom extenso.
Otra serie que hizo uso extenso de hammerspace era Kodomo no Omocha, donde la madre del personaje principal sacaría martillos de juguete de varios tamaños para darle golpecitos a su hija en la cabeza con la finalidad de interrumpir sus berrinches y ofrecer una oportunidad par vislumbrar algo de comprensión y sabiduría en los sucesos de la serie. El webcomic titulado Okashina Okashi – Strange Candy cargado de tropos también presenta hammerspace, aunque en este caso es nombrado directamente como tal, siendo una característica accesible para Petra, la obsesiva de las armas.

## En multimedios

### Juegos
El uso más antiguo de hammerspace en los juegos de rol es probablemente la bolsa de tenencia en Dungeons & Dragons, un objeto mágico capaz de contener por lejos cantidades mucho más de lo normalmente posible, con sus contenidos de hecho siendo almacenados en una dimensión de bolsillo o parte del Plano Astral. Un ejemplo temprano de este concepto en videojuegos de ordenador es la aventura conversacional titulada The Hitchhiker's Guide to the Galaxy de 1984 de Infocom, el cual contuvo una "Cosa que tu Tía te dio que no sabes qué es" como variante humorística del concepto anterior de la bolsa de tenencia (y el cual probó ser crítico para terminar el videojuego).
La teoría de hammerspace también puede ser aplicada a muchos otros videojuegos, cuando sus  mecánicas de jugabilidad a menudo desafían aquellas del mundo real: para tal caso, un personajes podrían ser capaces de llevar una espada más grande que ellos mismos sin ninguna señal de esta hasta antes de decidir usarla, y la mayoría de personajes de videojuegos pueden llevar consigo una cantidad implausible de herramientas u otros objetos. Esto es particularmente visible en ambos videojuegos de aventura y videojuegos de rol tradicionales, como The Legend of Zelda. En New Super Mario Bros. Wii, el jugador sin fin espacial de poner sus elementos. En muchos videojuegos de la serie Super Mario, los Hermanos Martillo son capaces de lanzar un suministro infinito de martillos sacados desde un hammerspace. Los primeros videojuegos de disparos en primera persona tienden a tener al personaje del jugador llevando un arsenal repleto de armas (con munición llena) sin ningún detrimento visible por como exceso de paso de carga o fatiga. En la serie de videojuegos Grand Theft Auto, los jugadores son capaces de cargar un arsenal de armamento y equipamiento y elementos múltiples en hammerspace. Esta capacidad es más un aspecto significativo en Grand Theft Auto V, donde los personajes son capaces de cargar múltiples pistolas, SMGs, LMGs, rifles de agresión, carbines, escopetas, rifles de francotirador y marksman, armamento contundente, , lanzacohetes y lanzadores de granadas, y un mini-gun todo inmediatamente encima de ellos. En videojuegos de la serie Fallout, los personajes no jugadores y uso de jugador hammerspaces donde toman armas de la nada.
Muchas aventuras cómicas hacen gags sobre el espacio contenido en los inventarios de artículos. En los capítulos III y VI de la serie Space Quest, el protagonista Roger Wilco mete una escalera de tamaño completo en su bolsillo. En Simon the Sorcerer, Simon obtiene de manera similar una escalera en un punto, que guarda dentro de su sombrero. En The Secret of Monkey Island, como gag recurrente, Guybrush Threepwood por lo general apenas cabe un artículo de gran tamaño entre su ropa, desde un hisopo de algodón de seis pies de largo hasta un enorme mascarón de proa, o incluso un mono (que se muestra moviéndose debajo de su abrigo). En un momento temprano de The Curse of Monkey Island, hace una mueca de "yikes" después de enfundar un cuchillo de pan en sus pantalones. Un concepto similar es evidente en la serie Sonic the Hedgehog, más notablemente con Amy Rose, quién de hecho materializa sus martillos desde un hammerspace. 
En algunos casos no humorísticos, hammerspace puede ser reconocido como según parece un fenómeno normal en su universo en cuestión. Los personajes de la serie Kingdom Hearts son capaces de materializar armas del mismo aire y hacerlos desaparecer como si nada otra vez, notablemente en el caso del personaje principal Sora y su Keyblade; aunque está implícito que estos objetos se almacenan como magia en los corazones de los portadores. De modo parecido, los personajes de los jugadores en Genshin Impact han demostrado poder materializar y disipar sus armas equipadas durante las animaciones de ataque; aun así, esto también ha sido visiblemente demostrado en algunas secuencias cinemáticas, donde los personajes que alguna vez estuvieron desarmados pueden sacar sus armas de la nada antes de atacar, tal como lo harían en el gameplay regular.
A pesar de que hay ejemplos numerosos del género, el uso de hammerspace no está solo limitado a videojuegos de aventura. En los videojuegos The Sims 2, The Sims 3 y The Sims 4, los personajes Sims demuestran un uso característico extenso de hammerspaces, sacando items regularmente desde el interior de sus bolsillos posteriores, los cuales posiblemente no podrían caber allí dentro. Los ejemplos incluyen rastrillos, secadores de cabello, abrelatas y bolsas de harina. 
De modo parecido, en el videojuego sandbox Minecraft, un personaje de jugador puede cargar miles de toneladas de materiales como oro en el inventario del personaje sin inconveniente alguno, como si un inventario vacío fuera igual que uno repleto. En realidad, incluso un bloque de más materiales en Minecraft pesaría centenares o miles de kilogramos, y el jugador puede llevar hasta 2304 bloques en su inventario. Desde entonces algunos bloques pueden ser convertidos a bloques múltiples de otro tipo, es posible llevar suficiente material para construir una ciudad entera en el inventario de uno mismo de manera invisible.
El concepto de hammerspace es también utilizado frecuentemente en los videojuegos de lucha de la serie Super Smash Bros., donde la Princesa Peach puede sacar un Toad desde un hammerspace para hacer un movimiento de bloqueo. En la serie Punch-Out!!, muchos personajes pueden sacar objetos desde un hammerspace.

### Televisión
- Bill Smith, un personaje en The Red Green Show (interpretado por el cocreador de la serie Rick Green), regularmente emplea hammerspace en los segmentos "Adventures With Bill (español: Aventuras Con Bill). Bill es a menudo visto sacando varios objetos grandes desde adentro de sus pantalones (martillos, sierras, bicicletas, equipamiento de halterofilia, equipamiento de campamento, equipamiento deportes).

### Películas
- El personaje de Harpo Marx es a menudo visto sacando varios objetos grandes del interior de los bolsillos de su abrigo que no parecen tener fondo.[3]
- Curly Howard de Los Tres Chiflados de modo parecido tendría herramientas u otros objetos dentro del forro de su chaqueta, como por ejemplo, en el cortometraje In the Sweet Pie and Pie.
- El personaje Jerry Steiner en la serie de televisión Parker Lewis Can't Lose poseía la misma capacidad, a menudo utilizándola para alimentar a Larry Kubiac con un pescado crudo sacado de sus bolsillos infinitos.
- En The Pirates! In an Adventure with Scientists!, el Capitán Pirata es conocido por esconder varios objetos dentro de su barba, incluyendo un paraguas, un reloj de alarma y su dodo mascota, Polly.
- En la película The Mask, el personaje de La Máscara interpretado por Jim Carrey, saca varios objetos gigantescos desde sus bolsillos durante una escena de lucha para efectos cómicos.
- El morral de Mary Poppins fácilmente contiene una lámpara de piso, un perchero, y otra variedad de objetos, y su extracción del morral es utilizada para efectos cómicos, y establecerla como una especie de entidad mágica.
- En la película Scott Pilgrim vs. the World, Ramona Flowers saca un gran martillo desde un hammerspace para luchar contra sus adversarios.
- Dentro del Universo de Harry Potter, los ejemplos mágicos semejantes a hammerspace incluyen al Niffler, una criatura que se presentó prominentemente en la película Animales fantásticos y dónde encontrarlos (2016), los cuales pueden almacenar cantidades excesivas de botín en su bolsa; y el pequeño bolso de mano de Hermione Granger, el cual contiene cantidades vastas de objetos que ella puede sacar cuando lo deseé.